# Sanremo Giovani 2016
La decima edizione televisiva del concorso Sanremo Giovani, intitolata Sarà Sanremo, si è svolta a Sanremo il 12 dicembre 2016, presentata da Carlo Conti. L'evento è stato trasmesso anche in radio su Rai Radio 2, commentato in diretta da Carolina Di Domenico e Ema Stokholma.
Durante la serata i 12 finalisti del concorso, precedentemente selezionati da una commissione musicale, si sono esibiti e sono stati giudicati da una giuria, la quale ha scelto tra di loro i 6 cantanti da inserire nella sezione Nuove Proposte del Festival di Sanremo 2017. Ad essi si sono aggiunti altri 2 cantanti, selezionati tra gli 8 finalisti provenienti da Area Sanremo. Novità di questa edizione è che, nel corso della serata, sono stati annunciati anche i nomi dei ventidue cantanti che hanno fatto parte della sezione Campioni del Festival di Sanremo 2017 (i cosiddetti Big).

## Cantanti
- Accede al Festival di Sanremo 2017

- Eliminato nella prima fase (sfida a tre)

- Eliminato nella seconda fase

| Sfida | Ordine di uscita | Artista               | Brano                      | Autori                                  |
| ----- | ---------------- | --------------------- | -------------------------- | --------------------------------------- |
| 1     | 1                | Carola Campagna       | Prima che arrivi il giorno | G. Di Michele, A. Galbiati              |
| 1     | 2                | Maldestro             | Canzone per Federica       | A. Prestieri                            |
| 1     | 3                | Marianne Mirage       | Le canzoni fanno male      | Kaballà, F. Bianconi                    |
| 2     | 4                | Chiara Grispo         | Niente è impossibile       | F. Zampaglione                          |
| 2     | 5                | La Rua                | Tutta la vita questa vita  | D. Faini, D. Incicco                    |
| 2     | 6                | Lele                  | Ora mai                    | R. Esposito, R. Di Benedetto, R. Canale |
| 3     | 7                | The Shalalalas        | Difficile                  | S. Cecchetto, A. Lepre Gnerre           |
| 3     | 8                | Leonardo Lamacchia    | Ciò che resta              | M. Lusini, G. Pollex                    |
| 3     | 9                | Valeria               | La vita è un'illusione     | P. Romitelli, V. Romitelli              |
| 4     | 10               | Aprile & Mangiaracina | Il cielo di Napoli         | S. Molinari, D. Moroni                  |
| 4     | 11               | Francesco Guasti      | Universo                   | F. Guasti, M. Musumeci, F. Ciccotti     |
| 4     | 12               | Tommaso Pini          | Cose che danno ansia       | A. Amati, T. Pini, A. F. Dall'Ora       |

## Controversie
L'eliminazione dei La Rua — e de facto l'esclusione dalla partecipazione al Festival — è stata oggetto di forti critiche, sia sul web sia da parte del pubblico in studio, per le potenzialità e l'apprezzamento del brano da essi presentato; per questo motivo, Carlo Conti ha annunciato che il pezzo sarebbe stato utilizzato come sigla del Dopofestival.

## Giuria
- Amadeus
- Fabio Canino
- Andrea Delogu
- Anna Foglietta
- Massimo Ranieri

## Ascolti
| Messa in onda    | Telespettatori | Share  |
| ---------------- | -------------- | ------ |
| 12 dicembre 2016 | 3.122.000      | 15,08% |